# Theroscopus daisetsuzanus
Theroscopus daisetsuzanus là một loài tò vò trong họ Ichneumonidae.